# Никулин, Игорь Борисович
Игорь Борисович Никулин (род. 26 августа 1972, Череповец, Вологодская область) — российский хоккеист, правый нападающий. Завершил карьеру в 2004 году.

## Карьера
Игровую карьеру начал в родном Череповце.
В 1996—1999 годах играл в США. Провёл более 199 игр в AHL, 10 игр в IHL. Также в составе клуба НХЛ «Анахайм Дакс» провёл одну игру в плей-офф Кубка Стэнли. Единственный в истории российский хоккеист, который играл в НХЛ только в матчах плей-офф, не проведя ни одного матча в регулярных чемпионатах.
За годы карьеры в высшем дивизионе российского хоккея провёл 364 игры, отметившись 97 шайбами и 92 результатитвными передачами.